# Хирвонен, Ээро
Э́эро Хи́рвонен (фин. Eero Hirvonen; род. 30 января 1996, Лаукаа, Финляндия) — финский двоеборец, призёр этапов Кубка мира по двоеборью. Участник Олимпийских игр 2018 года.
Дебютировал в Кубке мира на домашнем этапе Кубке мира 6 марта 2015 года в Лахти, где занял 33 место.
Первый подиум пришел к атлету 7 января 2017 года — он занял 2 место на этапе в Лахти, спустя два месяца участвовал в домашнем Чемпионате мира 2017 года. Лучшее место — пятое, в составе финской эстафетной команды. Примечательно, что это командное соревнование Ээро пробежал с двумя ровесниками: Илкка Херола, Леви Мутру и легендарным Ханну Манниненом, который на 18 лет старше.
На Олимпийских играх в Пхёнчхане в 2018 году финн занял шестое место на нормальном трамплине.